# Jump in the Fire
«Jump in the Fire» - пісня американського треш-метал гурту Metallica, була випущена, як перший сингл в підтримку альбому Kill 'Em All 20 січня 1984 року. Сингл супроводжувався фальшивими живими записами пісень «Phantom Lord» і «Seek & Destroy», які насправді є альтернативними студійними записами з накладеним звуком натовпу.
Поряд з «Hit the Lights» і «No Remorse», «Jump in the Fire» є однією з перших оригінальних пісень Metallica, яка була включена до демозапису Ron McGovney '82 Garage.  Оригінальна лірика та зміст, які стосувалися сексу (як і у випадку Mechanix), були написані Дейвом Мастейном у його колишній групі Panic у віці 16 років. Нова лірика розповідає про людей, які прокляті до пекла і тому «стрибають у вогонь». Ларс Ульріх стверджує, що вони написали пісню так, щоб вона звучала як «Run to the Hills» групи Iron Maiden, яка була популярною в той час.

## Треклист
Міжнародний сингл
| #  | Назва              | Тривалість |
| -- | ------------------ | ---------- |
| 1. | «Jump in the Fire» | 4:41       |
| 2. | «Seek and Destroy» | 7:05       |
| 3. | «Phantom Lord»     | 4:52       |

## Учасники запису
Альбомна версія
- Джеймс Гетфілд – вокал, ритм-гітара
- Кірк Гемметт – соло-гітара
- Кліфф Бертон — бас-гітара
- Ларс Ульріх – ударні

Демоверсії з альбомів: Ron McGovney's '82 Garage demo, Power Metal, No Life 'til Leather
- Джеймс Хетфілд  - ритм-гітара, вокал
- Ларс Ульріх  - ударні
- Дейв Мастейн  - соло-гітара
- Рон Макговні  - бас-гітара